# Oregon Historical Society

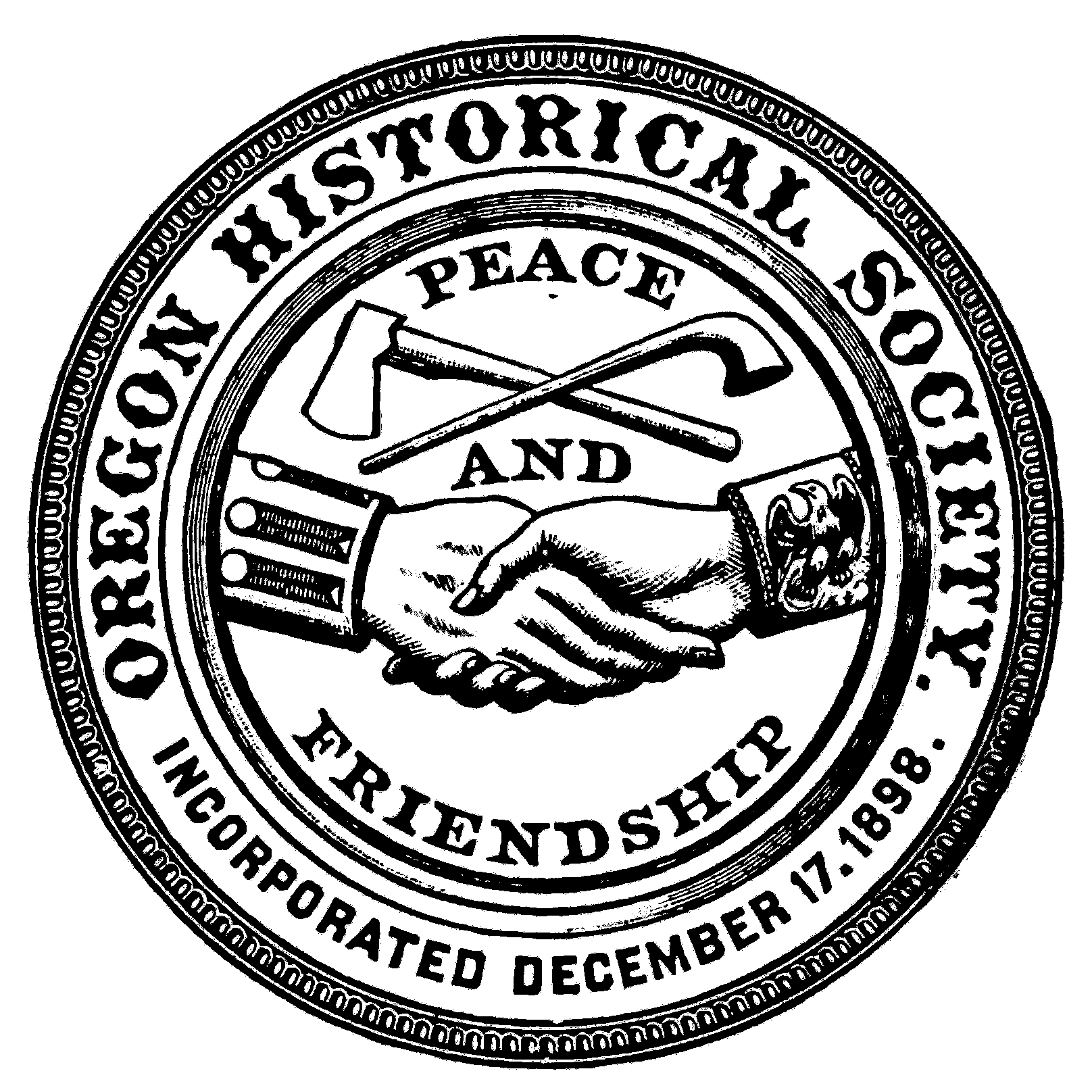

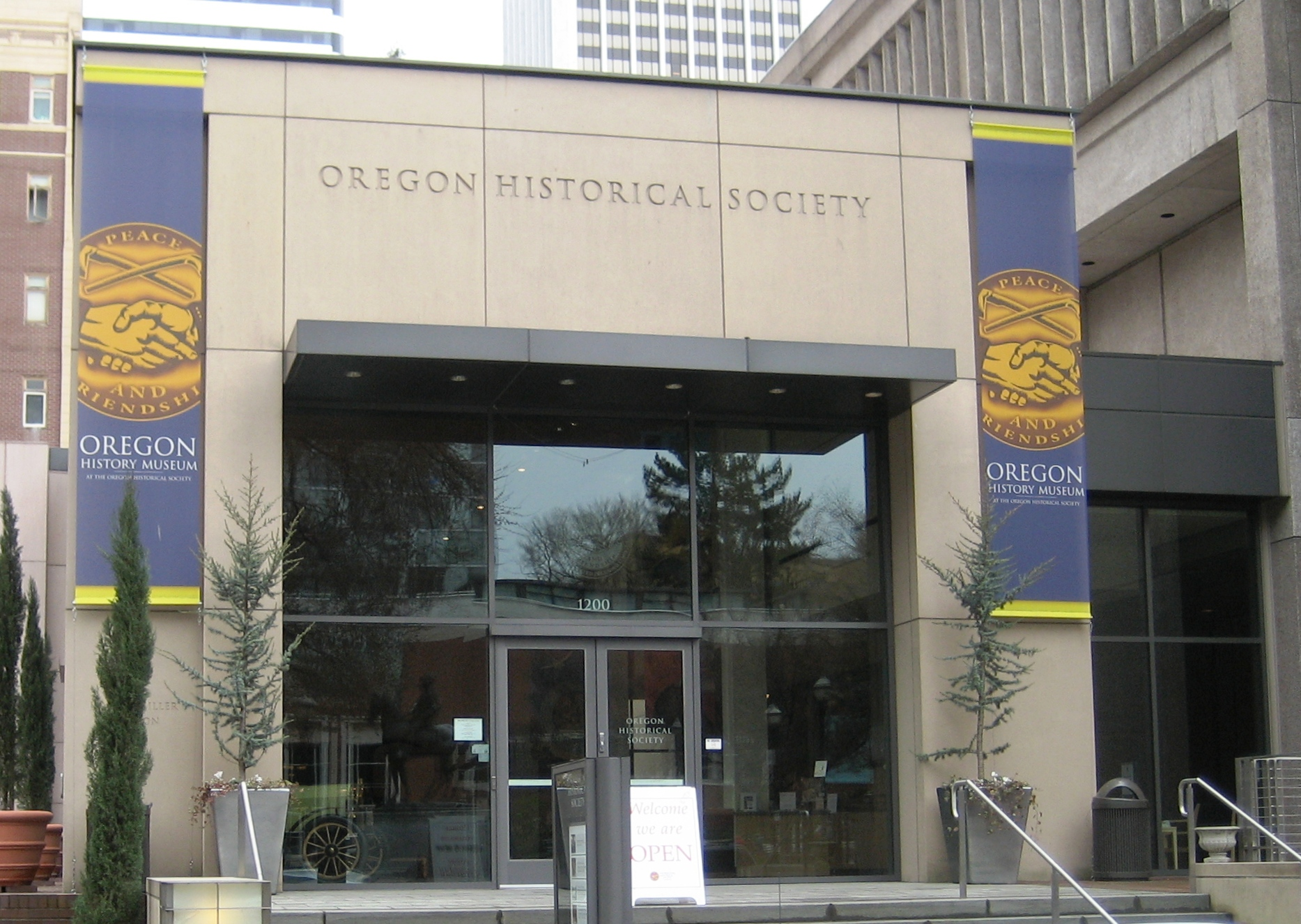
Eingang des Oregon Historical Society Museum in Portland

Die Oregon Historical Society (OHS) ist eine Organisation, die seit 1898 besteht und sich mit der Geschichte des sogenannten Oregon Country beschäftigt, nicht nur mit der des Bundesstaats Oregon. Dazu unterhält sie das Oregon History Center zu dem das Oregon Historical Society Museum in Portland gehört.

## Geschichte
Die Gesellschaft wurde am 17. Dezember 1898 in Portland, im dortigen Library Building gegründet. Erster Präsident der 370 Mitglieder zählenden Gesellschaft war Harvey W. Scott (1838–1910). Binnen weniger Jahre gelang ihr die Gründung eines Museums in der Portland City Hall, sowie einer regionalen Forschungsbibliothek. 1900 erschien die erste Ausgabe des Oregon Historical Quarterly. 1917 zog die Gesellschaft ins Public Auditorium, das heutige Keller Auditorium um. Erst 1966 siedelte sie an die heutige Adresse an der Ecke SW Jefferson und Park in Downtown Portland um.
Dr. George L. Vogt ist seit November 2006 der achte Executive Director. Im Juli 2007 erhielt die Oregon Historical Society einen zweijährlichen Zuschuss von 2,8 Millionen Dollar vom Bundesstaat, womit die Gesellschaft rund 30 % ihrer Kosten decken konnte.
Museum, Archiv und Bibliothek führen rund 3 km Filmmaterial, mehr als 2,5 Millionen Fotos (eine der größten Sammlungen der USA), 85.000 Artefakte, 30.000 Bücher, 25.000 Landkarten, 16.000 Rollen Mikrofilme mit 2.100 Interviews von einer Gesamtdauer von 8.400 Stunden. Hinzu kommen rund 4 Regalkilometer historische Quellen.
Das Oregon Historical Quarterly erscheint seit 1900. Seit 1929 hat die Oregon Historical Society Press mehr als 150 Monographien publiziert, doch wurde sie 2009 eingestellt.
Zum Bildungsprogramm gehören die Website, Programme zur Volks- und Völkerkunde, zu Kunst und Traditionen sowie Trainings- und Workshops für Lehrer.
2008 kündigten die OHS und die historische Abteilung der Portland State University an, eine Oregon Encyclopedia ins Internet zu stellen. Seit 2009 erscheint die Zeitschrift Historian nur noch online. Ebenso werden Online-Ausstellungen angeboten, wie über die neun anerkannten Indianerstämme in Oregon, die Eisenbahnen und von Teilen der Fotosammlung.